# 96 Carinae
96 Carinae (e² Carinae) é uma estrela na direção da Carina. Possui uma ascensão reta de 08h 35m 19.65s e uma declinação de −58° 00′ 33.5″. Sua magnitude aparente é igual a 4.84. Considerando sua distância de 229 anos-luz em relação à Terra, sua magnitude absoluta é igual a 0.60. Pertence à classe espectral K0III.